# Орден Кутузова (Россия)
О́рден Куту́зова — государственная награда Российской Федерации.

## История ордена
Орден Кутузова был учрежден в СССР в 1942 году. После распада СССР орден был сохранён в системе государственных наград Российской Федерации Постановлением Верховного Совета Российской Федерации от 20 марта 1992 года № 2557-I, однако как государственная награда Российской Федерации не имел статута и официального описания до 2010 года.
Указом Президента Российской Федерации от 7 сентября 2010 года № 1099 «О мерах по совершенствованию государственной наградной системы Российской Федерации» учреждены статут и описание ордена.
В январе 2013 и апреле 2015 года в статут ордена были внесены изменения, согласно которым допущено награждение орденом, помимо военнослужащих, также объединений и воинских частей Вооружённых Сил Российской Федерации, других войск и органов, а также высших военно-образовательных учреждений.

## Статутордена

### Основания для награждения
Орденом награждаются командиры воинских частей и их заместители, а также командиры батальонов и рот:
- за умелую организацию и проведение операций, в ходе которых, несмотря на численное превосходство противника, были достигнуты цели операции;
- за проявленное упорство при отражении ударов противника с воздуха, суши и моря, удержании занимаемых войсками назначенных зон ответственности, создание условий для ведения последующих операций с наступательными целями;
- за умелую организацию управления войсками (силами), создание подготовленной обороны, поддержание тесного взаимодействия между войсками (силами), участвующими в операции, обеспечившие поражение противника на всю глубину его построения и лишившие его возможности продолжать наступление;
- за умелое проведение боя на суше и в воздухе в окружении превосходящих сил противника и организацию прорыва с выводом своих войск из окружения без значительной потери боеспособности;
- за захват с незначительными потерями для своих войск крупного узла сопротивления противника, его коммуникаций, разгром его тыловых гарнизонов и баз, захват и удержание жизненно важных районов территории, решительное отражение контратак противника с воздуха, суши и моря;
- за успешное выполнение боевого задания, проявленную при этом личную храбрость, приведшие к уничтожению критически важных военных объектов и техники противника на суше, в воздухе и на море.

Орденом могут быть награждены объединения, соединения и воинские части Вооружённых Сил Российской Федерации, других войск, воинских формирований и органов за подвиги и отличия в боях по защите Отечества, в операциях по поддержанию (восстановлению) международного мира и в контртеррористических операциях, за участие в проведении операций, в ходе которых, несмотря на упорное сопротивление противника, были достигнуты цели операций с полным сохранением боеспособности воинских частей, за мужество и самоотверженность, проявленные в ходе выполнения учебно-боевых задач, за высокие показатели в боевой подготовке, а также военные образовательные организации высшего образования и их обособленные структурные подразделения (филиалы) за значительные достижения в подготовке квалифицированных кадров.
Орденом могут также награждаться иностранные граждане — военнослужащие войск союзников из числа офицерского состава, участвовавшие наравне с военнослужащими Российской Федерации в организации и проведении успешной операции коалиционных группировок войск (сил).
Награждение орденом может быть произведено посмертно.

### Порядок ношения
Знак ордена носится на левой стороне груди и при наличии других орденов Российской Федерации располагается после знака ордена Жукова.
Для особых случаев и возможного повседневного ношения на гражданской одежде предусматривается ношение миниатюрной копии знака ордена Кутузова, которая располагается после миниатюрной копии знака ордена Жукова.
При ношении на форменной одежде ленты ордена Кутузова на планке она располагается после ленты ордена Жукова.
На гражданской одежде носится лента ордена Кутузова в виде розетки, которая располагается на левой стороне груди.
При награждении орденом воинских частей, знак и лента ордена крепятся на лицевую сторону Боевого знамени части.

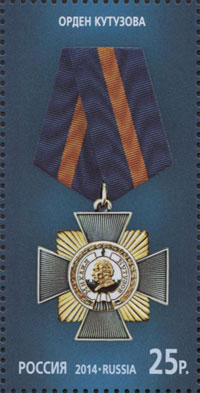
Орден Кутузова на почтовой марке России 2014 года из серии «Государственные награды Российской Федерации».

## Описание ордена

### Знак ордена

Орден Кутузова и лента ордена для прикрепления к знамени воинского формирования

Знак ордена представляет собой серебряный четырёхконечный прямой крест с расширяющимися концами.
Между концами креста — позолоченные штралы.
В центре креста — покрытый белой эмалью серебряный медальон с широкой позолоченной каймой, в котором размещен лаврово-дубовый венок. С внутренней стороны к кайме примыкает лента, покрытая белой эмалью. В поле медальона — позолоченный погрудный портрет М. И. Кутузова в профиль, обращенный влево. В нижней половине медальона, за портретом, — изображение кремлёвской стены.
По боковым сторонам ленты надпись прямыми рельефными позолоченными буквами: «МИХАИЛ КУТУЗОВ».
Расстояние между противоположными концами креста — 40 мм, между противолежащими штралами — 40 мм. На оборотной стороне знака — номер знака ордена.
Знак ордена при помощи ушка и кольца соединяется с пятиугольной колодкой, обтянутой шелковой, муаровой лентой.
Лента темно-синего цвета шириной 24 мм. В центре ленты — оранжевая полоса шириной 5 мм.
Ширина ленты, прикрепляемой к Боевому знамени воинской части — 100 мм.

### Миниатюрная копия
Миниатюрная копия знака ордена носится на колодке. Расстояние между концами креста − 15,4 мм, высота колодки от вершины нижнего угла до середины верхней стороны — 19,2 мм, длина верхней стороны — 10 мм, длина каждой из боковых сторон — 16 мм, длина каждой из сторон, образующих нижний угол, — 10 мм.

### Планка и розетка
При ношении на форменной одежде ленты ордена используется планка высотой 8 мм, ширина ленты — 24 мм.
На ленте ордена Кутузова в виде розетки крепится миниатюрное изображение знака ордена из металла с эмалью. Расстояние между концами креста — 13 мм. Диаметр розетки — 15 мм.

## Награждения
9 февраля 2011 года орденом награждён 45-й отдельный гвардейский ордена Александра Невского полк специального назначения ВДВ.
12 июня 2012 года Президент РФ В. В. Путин наградил орденом Кутузова 393-ю авиационную базу армейской авиации ВВС России.
1 февраля 2014 года орденом награждена 74-я отдельная гвардейская мотострелковая Звенигородско-Берлинская ордена Суворова бригада.
Указом Президента Российской Федерации от 23 мая 2015 года орденом Кутузова «за заслуги в обеспечении безопасности государства, укреплении его обороноспособности и подготовке высококвалифицированных военных кадров» награждена Военная академия Генерального штаба Вооружённых Сил Российской Федерации. Вручение ордена произвёл Министр обороны РФ генерал армии С. К. Шойгу 19 июня 2015 года.
8 декабря 2015 года орденом Кутузова посмертно награждён капитан Фёдор Владимирович Журавлёв (1988—2015), погибший при выполнении боевых задач по защите национальных интересов Российской Федерации в Сирийской Арабской Республике. Также посмертно орденом Кутузова награждён капитан Максим Александрович Сороченко (1984—2015).
В сентябре 2016 года орденом Кутузова № 008 награждена Академия Федеральной службы охраны Российской Федерации.
1 сентября 2017 года во время вручении Екатеринбургскому суворовскому военному училищу грамоты Президента Российской Федерации начальник штаба Центрального военного округа генерал-лейтенант Евгений Алексеевич Устинов имел на кителе планку ордена Кутузова.
18 декабря 2018 года Президентом России Владимиром Путиным орден вручён Международному противоминному центру.
Закрытыми указами орденом Кутузова награждены  генерал-майоры Алексей Ростиславович Ким, Сергей Юрьевич Кузовлев, Валерий Николаевич Солодчук, а также майор Рафаэль Хуснулин. Указом № 489 от 18 августа 2018 года орденом посмертно награждён старший лейтенант Сергей Юрьевич Елин (1985—2018), погибший при выполнении боевых задач в Сирийской Арабской Республике.
3 мая 2019 года орден Кутузова вручён 2-му полку Отдельной дивизии оперативного назначения им. Ф. Э. Дзержинского Росгвардии. 24 декабря 2019 года — 104-му гвардейскому десантно-штурмовому полку.
21 февраля 2020 года министр обороны России генерал армии Сергей Шойгу вручил орден Военной академии материально-технического обеспечения имени А. В. Хрулёва.
14 мая 2021 года орден Кутузова вручён 4-му полку Отдельной дивизии оперативного назначения им. Ф. Э. Дзержинского Росгвардии.
1 сентября 2022 года орден вручён Тюменскому высшему военно-инженерному командному училищу имени маршала инженерных войск А. И. Прошлякова.
В 2024 году орден был вручён Смоленской военной академии.
? — генерал-майор Иван Иванович Попов